# Средний Чилей
Средний Чилей — посёлок в Таштагольском районе Кемеровской области. Входит в состав Шерегешского сельского поселения.

## География

Улус Средний Чилей. 1913 год.

Центральная часть населённого пункта расположена на высоте 345 метров над уровнем моря.

## Население
По данным Всероссийской переписи населения 2010 года, в посёлке Средний Чилей проживает 7 человек (5 мужчин, 2 женщины).